# Polydoros von Pherai
Polydoros (altgriechisch Πολύδωρος Polýdōros; † 370 v. Chr.) war ein Tyrann von Pherai in Thessalien.
Polydoros war ein Bruder des Tyrannen Jason, dem er nach dessen Ermordung 370 v. Chr. gemeinsam mit seinem dritten Bruder Polyphron in der Tyrannis wie auch im Amt des tagos von Thessalien nachfolgte. Gerüchten zufolge soll Polydoros selbst in die Ermordung seines Bruders verwickelt gewesen sein. Noch im selben Jahr wurde er selbst während eines Umrittes nach Larisa von Polyphron im Schlaf ermordet, der somit die Alleinherrschaft antreten konnte.
Polydoros war wahrscheinlich der Vater von Alexandros, welcher um ihn zu rächen nur ein Jahr später Polyphron ermordete.